# The Others (Band)
The Others sind eine britische Rockband aus London.

## Geschichte
Gegründet wurde die Band von Dominic Masters, der in einem Pub, das überwiegend von Musikern besucht wurde, gefragt wurde, ob er denn auch eine Band habe. Dominic bejahte diese Frage und hatte damit auch gleich seinen ersten Auftritt in eben jenem Pub in der Tasche, noch bevor die Band überhaupt gegründet war. Nach einigen Proben mit Freunden traten The Others schließlich erstmals auf.
Bekanntheit erlangte die Band durch ihre Live-Auftritte, besonders durch sogenannte Guerrilla Gigs. Auftrittsorte waren unter anderem ein Baum im Zentrum Londons, der Zebrastreifen vor den Abbey Road Studios und ein Auftritt in der U-Bahn.
Außerdem pflegt die Band eine sehr enge Beziehung zu ihren Fans, vor allem zu ihrem (Haupt)Fanclub, dem 853 Kamikaze Stage-Diving Squad. Viele von ihnen besitzen auch Dominic Masters private Handynummer und können auf Aftershowparties mit der Band feiern.
2005 erschien ihr selbstbetiteltes Debütalbum The Others. Um von ihrer derzeitigen Plattenfirma einen Vertrag für ihr zweites Album zu erhalten, müssen von ihrem Debüt mindestens 40.000 CDs in England verkauft werden.
Ein weiteres Highlight der Ideen von The Others ist die Veröffentlichung der Privatnummer des Sängers im Booklet ihrer Single William.
2005 erhielten sie für ihre innovativen Ideen vom NME den John Peel Award For Musical Innovation.
„Inward Parts“ – 2007 in Deutschland mit Lime Records

## Diskografie

### Alben
| Jahr | Titel      | Höchstplatzierung, Gesamtwochen, AuszeichnungChartsChartplatzierungen (Jahr, Titel, Platzierungen, Wochen, Auszeichnungen, Anmerkungen) | Anmerkungen |
| Jahr | Titel      | UK | Anmerkungen |
| ---- | ---------- | --- | ----------- |
| 2005 | The Others | UK51 (3 Wo.)UK |             |

Weitere Veröffentlichungen
- 2006: Inward Parts
- 2012: (Demos for) Songs for the Disillusioned
- 2013: Songs for the Disillusioned - Official Album

### Singles
| Jahr | Titel Album                       | Höchstplatzierung, Gesamtwochen, AuszeichnungChartsChartplatzierungen (Jahr, Titel, Album, Platzierungen, Wochen, Auszeichnungen, Anmerkungen) | Anmerkungen |
| Jahr | Titel Album                       | UK | Anmerkungen |
| ---- | --------------------------------- | --- | ----------- |
| 2004 | This Is For The Poor The Others   | UK42 (2 Wo.)UK |             |
| 2004 | Stan Bowles The Others            | UK36 (2 Wo.)UK |             |
| 2005 | Lackey The Others                 | UK21 (3 Wo.)UK |             |
| 2005 | William The Others                | UK29 (2 Wo.)UK |             |
| 2006 | The Truth That Hurts Inward Parts | UK81 (1 Wo.)UK |             |

Weitere Veröffentlichungen
- 2007: Always Be Mine
- 2008: Probate
- 2012: Hardly Know Me/I'll Keep You Safe

## Auszeichnungen
- 2005: John Peel Award For Musical Innovation vom NME